# プロパティリスト
プロパティリスト（property list）は、macOS Cocoa・NeXTSTEP・GNUstepなどで利用されるオブジェクトシリアライゼーションのためのファイルである。また、 .plistという拡張子をもつので、plistファイルと呼ばれることが多い。
プロパティリストは NSPropertyListSerializationクラスによってパースされる。プロパティリストが含むことができるのは、Foundation または Core Foundation のオブジェクトのみである。プロパティリスト全体は配列（NSArray）または連想配列（NSDictionary）でなければならない。
実用では、ユーザーの設定を保存するのによく使われる。これはWindowsにおけるレジストリと似た使い方である。また、プロパティリストはバンドルの情報を格納するためにも用いられ、以前のMac OSではリソースフォークが近い用途に用いられていた。

## 表現形式
プロパティリストが表現するデータは抽象的なもので、永続化のためのファイルフォーマットは固定されてはいない。元々、NeXTSTEPではひとつのフォーマットが使われていたが、その後のGNUstepやmacOSのフレームワークで異なるフォーマットが誕生した。

### NeXTSTEP
NeXTSTEPにおいては、プロパティリストは可読なフォーマットとして設計され、人間が手で編集し、プログラミング言語風の構文をもつASCIIテキストに直列化された。
文字列 (NSString) は、
```
"This is a plist string"
```

バイナリデータ (NSData) は16進表記で、
```
<
 54637374 696D67 
>
```

配列は、
```
( "one", "two", "three" )
```

連想配列は、
```
{
"key" = "value";

…

}
```

と表記する。
このオリジナルのプロパティリストには制限があり、NSValue（数値、真偽値など）のオブジェクトは表現できなかった。

### GNUstep
GNUstep は NeXTSTEP のフォーマットを採用し、いくつかの拡張を施した。
- NSValueをサポートした。<*INNN>（NNNが数値）のように表記する。
- NSDate（時刻）をサポートした。<*DYYYY-MM-DD HH:MM:SS timezone>のように表記する。

GNUstep はまた、後述するmacOSのフォーマットも読み書きすることができる。（defaults）
- GNUstep に付属するツールにplget[1]などがある。

```
$ cat com.example.app.plist | plget key
$ cat com.example.app.plist | plget key | plget key
```

のようにすることでplist内の階層化されたキーに対応する値が取得できる。

### macOS
macOSはNeXTSTEPのフォーマットも扱うことができるが、Appleは別にふたつの新しいフォーマットを開発した。
Mac OS X 10.0では、NeXTSTEPのフォーマットは非推奨とされ、Appleが定義したDTD を持つ、新しいXMLフォーマットが登場した。
しかし、XMLは空間効率に問題があるため、10.2で新しいバイナリフォーマットが登場した。これはv10.4以降のデフォルトのフォーマットとなった。
10.2以降で利用できるユーティリティ「plutil」を使うと、プロパティリストの文法チェックや、フォーマット間の変換が可能となる。
macOSのXMLフォーマットで使われるタグと、それに対応するFoundationのクラスを示す。ルート要素は<plist>である。また、GNUstepのフォーマットとは多少違いがある。
| クラス名     | XML要素                    |
| ------------ | -------------------------- |
| NSString     | string                     |
| NSNumber     | real、integer、true、false |
| NSDate       | date                       |
| NSData       | data                       |
| NSArray      | array                      |
| NSDictionary | dict                       |

dict要素の中身は
```
<
dict
>

<
key
>
key
<
/key
>

<
string
>
value
<
/string
>

<
/dict
>
```

のように記述する。